# Коста Аджиевски
Коста Аджиевски (на македонска литературна норма: Коста Аџиевски) е историк от Северна Македония, професор от Скопския университет.

## Биография
Коста Аджиевски е роден на 28 октомври 1943 година в дебърското село Елевци, тогава анексирано от Албания, днес в Северна Македония. Завършва история във Философския факултет на Скопския университет в 1968 година, а в 1976 година защитава магистърска и в 1990 година докторска теза в катедрата по византистика във Философския факултет на Белградския университет. Работи в Института за история, като преподава обща антична история, обща средновековна история и средновековна балканска история. В 1993 – 1998 година е ръководител на Отделението за антична и средновековна история на Института, а в 2001 – 2005 година и на Института. Главен и отговорен редактор е на списанието. „История“ (1999 – 2004). Член е на Републиканския педагогически съвет. Изследва средновековната история на Македония. Автор е на множество научни трудове.